# Barbara Allen
Barbara Allen, o Allan (altre denominazioni sono Barbry Allen o anche Bonny Barbara Allan) è una delle più celebri ballate tradizionali in lingua inglese. Pur essendo di antica origine scozzese, è da secoli parte anche della tradizione popolare musicale degli Stati Uniti d'America. Nelle Child Ballads le è attribuito il numero 84.

## Struttura e storia della ballata
Le prime notizie certe sull'esistenza della ballata provengono dal grande scrittore e diarista Samuel Pepys. Nella pagina del suo diario del 2 gennaio 1666, Pepys scrive che quando sentiva la sua amica Mrs Knipp (vale a dire l'attrice e cantante Elizabeth Knepp, morta nel 1681) cantare la canzoncina scozzese di Barbary Allen, provava sincero piacere. A giudicare da questa antica testimonianza e dalle centinaia di varianti registrate da una parte e dall'altra dell'Atlantico, il fascino di questa canzoncina non dev'essere mai venuto meno, dato che essa è senza dubbio la ballata tradizione in lingua inglese più nota e cantata in tutto il mondo e detiene il singolare primato di essere stata, 305 anni dopo la testimonianza del Pepys, per anni  nelle hit parades di mezzo mondo con la versione cantata nel 1971 da Joan Baez (in The Joan Baez Ballad Book, II; ma la canzone era già stata da lungo tempo interpretata ed incisa dalla Baez, in Joan Baez, Vol. 2 (1961). Un pioniere del Far West, in una lettera a J.Frank Dobie, scriveva che "Barbara Allen era la canzone preferita dai cowboys del Texas già prima che gli Indiani si accorgessero che i visi pallidi erano diventati così tanti da dover prendere in considerazione l'idea di massacrarli"; e la ballata, forse veramente l'unica della quale si possa dire che non sia mai scomparsa dalla tradizione viva (e che, probabilmente, non ne scomparirà mai), è parte oramai integrante della cultura musicale popolare degli Stati Uniti d'America. Barbara Allen è tra l'altro accompagnata da una melodia tra le più belle dell'intero corpus ballatistico angloamericano.
Il testo qui riprodotto proviene invece dalla Scozia ed è forse la versione più completa della ballata mai registrata (da Tea-Table Miscellany di Allan Ramsay, ed. 1750, p. 343); la stagione in cui ha luogo la tragedia è l'autunno, lo sfortunato amante viene identificato come Sir John Graeme ed il motivo della crudeltà di Barbara viene indicato nell'indifferenza con la quale aveva trattato John durante una serie di bevute nelle osterie assieme agli amici. Il rimorso sopraggiunge quando Barbara sente la campana a morto. Una versione proveniente da Aberdeen, scoperta recentemente, ha aggiunto nuove strofe alla nostra versione; esse presentano delle interessanti novità. Nella strofa 6, ad esempio, l'amante chiede un bacio a Bawbie Allan, che gli viene negato; nondimeno (strr. 8-9), egli fa alla donna dei doni stupendi e simbolici. Le due strofe sono probabilmente fuori posto e rappresentano una sorta di legato testamentario (quindi dovrebbero venire prima che Barbara lasci la stanza). Qualche versione americana mostra tracce di tali strofe "testamentarie". Uniche (e fondamentali) nel nostro testo sono le strofe 12-14, nelle quali i membri della famiglia di Barbara la pregano a turno di "prendere" (cioè di sposare) il giovane morente, non sapendo che egli è già spirato; la ragazza li rimprovera tutti di essersi decisi solo allora a dire questo, quando era troppo tardi (evidentemente, questo fa supporre che nella decisione di lasciare il giovane vi dovevano essere stati dei pesanti condizionamenti familiari). Nessun altro testo riesce a riprodurre più fedelmente e con maggior partecipazione il passaggio di Barbara dalla cinica indifferenza al rimorso ed al pentimento.

## Il finaleRose-briar
Barbara Allen è una delle (numerose) ballate tradizionali in lingua inglese che presentano il cosiddetto finale Rose-briar. Si tratta di uno dei più diffusi luoghi comuni (Ballad Commonplaces) delle ballate tradizionali: due amanti separati nella morte dalla crudeltà o dalla gelosia di uno dei due si ritrovano sepolti accanto (quasi sempre in the old churchyard, "nel vecchio cimitero"). Sulla tomba del "cattivo" (o della "cattiva") cresce una malapianta (usualmente un rovo, briar), mentre su quella del "buono" (o della "buona") cresce una rosa. Crescendo, le due piante si intrecciano e, invariabilmente, the rose grows 'round the briar ("la rosa avvolge il rovo") formando un true-lovers' knot ("nodo di innamorati"), simboleggiando così l'amore che finisce per prevalere sempre. Indubbiamente, si tratta di un artificio retorico che, ai primi ascolti, mantiene una certa suggestione poetica. Questo elemento é soprannaturale ed è tipico delle ballate.

## Versione in italiano
Angelo Branduardi nel suo disco del 1983 Cercando l'oro, l'ha incisa tradotta in italiano intitolandola "Piano Piano".
Nel 2011 ne ha data una nuova versione, intitolata "Barbriallen", nell'album Così è se mi pare.
Lo stesso Branduardi ha inciso un'ulteriore versione della ballata, nell'album del 2013, Il rovo e la rosa - Ballate d'amore e morte con il titolo Barbrie Allen.

## Una delle versioni più conosciute
It was in and about the Martinmas' time,
	
When the green leaves were a-falling,

That Sir John Graeme from the West country

Fell in love with Barbara Allen.
He sent his men down through the town
	
To the place where she was dwelling,

"O haste an' come to my master dear,

Gin ye be Barbara Allen."
O hooly, hooly rase she up
	
Till she cam where he was lyin,

An' when she drew the curtains roun

Said, "Young man, I think ye're dyin."
"I am sick an' very very sick,
	
An it's a' for Bawbie Allan."

"But the better for me ye never shall be

Though your heart's blood were a-spillin.
"O don't you mind, young man", she said,
	
"When in the tavern callin,

Ye made the toasts gang roun an' roun,

But ye slighted Bawbie Allan."
"A kiss o you would do me good,
	
My bonnie Bawbie Allan."

"But o kiss o me ye sanna get,
	
Though your heart's blood were a-spillin".
He's turned his face untae the wa',
	
For death was wi him dealin,

Said, "Fare ye weel, my kind friends a',

But be kind to Bawbie Allan.
"Put in your han' at my bedside,
	
An' there ye'll find a warran',

A napkin full o my heart's blood,

Gie that to Bawbie Allan."
Slowly, slowly, rase she up
	
An slowly, slowly, left him,

An' sighin said she could not stay

Since death o life had reft him.
She hadna gane a mile but ane,
	
When she heard the dead bell knellin,

An' ilka toll that the dead bell gae

Said, Woe to Bawbie Allan.
In them cam her father dear,
	
Said, "Bonie Bawbie, tak him."

"It's time to bid me tak him noo

When ye know his coffin's makin.
" In then cam her brother dear,
	
Said, "Bonie Bawbie, tak him."

"It's time to bid tak him noo,

When his grave-claes is a-makin."
Then in cam her sisters dear,
	
Said, "Bonie Bawbie, tak him."

"It's time to bid me tak him noo,

Whan my heart it is a-brakin."
"O mother dear, o mak my bed,
	
An' mak it saft an'’ narrow;

My love has died for me to-day,

I'll die for him to-morrow.
O father deir, o mak my bed,
	
An' mak it saft an narrow;

My luve has dyed for me to-day,

An I will dye o' sorrow."
Barb'ry Allen was buried in the old church-yard,

Sweet William was buried beside her,

Out of Sweet William's heart there grew a rose,

Out of Barb'ry Allen's, a briar.
They grew an grew in the old church-yard,

Till they could grew no higher;

At the end they form'd a true-lover's knot

And the rose grew 'round the briar.

## Traduzione italiana
Accadde nel giorno di San Martino,
	
Quando cadevan le verdi foglie,

Che Sir John Graeme delle terre dell'ovest

S'innamorò di Barbara Allen.
Mandò i suoi uomini in città
	
Nel luogo dove lei abitava,

"Sbrigati e vieni dal mio caro padrone,

Se tu sei Barbara Allen.
E piano piano lei s'alzò
	
E giunse al letto dove lui giaceva,

E quando tirò le tende, disse:

"Giovane, secondo me stai morendo."
"Sono malato, tanto malato,
	
E lo devo a Barbara Allen."

"Fosse per me, non staresti meglio

Neanche se il sangue ti sgorgasse dal cuore.
Non ti ricordi, giovanotto", disse,
	
"Quando ti cercavo nelle osterie,

Giocavi sempre alla passatella

E non ti curavi di Barbara Allen."
"Un tuo bacio mi farebbe bene,
	
Mia bella Barbara Allen."

"Ma un bacio da me tu non lo avrai,

Neanche se il sangue ti sgorgasse dal cuore."
Voltò la testa verso la parete
	
Perché la morte lo stava prendendo,

Disse, "Addio, miei amici cari,

Siate gentili con Barbara Allen.
Mettete la mano sul fianco del letto,
	
E vi troverete un pegno d'amore,

Un fazzoletto intriso di sangue del mio cuore,

Datelo a Barbara Allen."
E piano piano lei s'alzò
	
E lentamente lo lasciò,

Piangendo disse di non poter stare,

Ché la morte gli aveva carpito la vita.
Non aveva camminato che un miglio,
	
Quando sentì la campana a morto

Ed ogni rintocco della campana diceva,

"Sventurata Barbara Allen".
Allora entrò suo padre e disse:
	
"Prendilo, bella Barbara Allen."

"Proprio adesso mi dici di prenderlo,

Che già gli preparan la bara."
Allora entrò suo fratello e disse:
	
"Prendilo, bella Barbara Allen."

"Proprio adesso mi dici di prenderlo,

Che già lo vestono da morto."
Allora entrarono le sorelle dicendo:
	
"Prendilo, bella Barbara Allen".

"Proprio adesso mi dite di prenderlo,

Che già il cuore mi si sta spezzando.
Oh, cara madre, fammi il letto,
	
Fammelo morbido e stretto;

Il mio amore oggi è morto per me,

Io per lui morirò domani.
Oh, caro padre, fammi il letto,
	
Fammelo morbido e stretto;

Il mio amore oggi è morto per me,

Io morirò di pena."
Barbara Allen fu sepolta nel vecchio cimitero,
	
Il dolce William fu sepolto al suo fianco;

Dal cuore di William crebbe una rosa,

Da quello di Barbara Allen, un rovo.
Crebbero e crebbero nel vecchio cimitero
	
Finché non poterono crescer più alti;

Alla fine formarono un nodo d'amore

E la rosa avvolse il rovo.